# Kaj naj ti prinesem, draga
Kaj naj ti prinesem, draga je studijski album Vlada Kreslina iz leta 2019.

## Seznam pesmi
| Št. | Naslov                       | Dolžina |
| --- | ---------------------------- | ------- |
| 1.  | „Kaj naj ti prinesem, draga‟ | 4:42    |
| 2.  | „Life is today‟              | 3:25    |
| 3.  | „Včeraj sem sanjal‟          | 4:58    |
| 4.  | „Vse se da‟                  | 3:26    |
| 5.  | „S tobom je izi‟             | 4:36    |
| 6.  | „Moje življenje je to‟       | 4:17    |
| 7.  | „Leti, leti‟                 | 5:00    |
| 8.  | „Tista zakartana ura‟        | 3:49    |
| 9.  | „Reka‟                       | 4:33    |
| 10. | „Oj, žena, žena‟             | 4:02    |
| 11. | „Tista zakartana ura‟        | 4:22    |